# یوواتس (ولادیچین خان)
یوواتس (به صربی: Jovac) یک منطقهٔ مسکونی در صربستان است که در ولادیچین خان واقع شده‌است. یوواتس ۹۳ نفر جمعیت دارد.